# Fibrilla

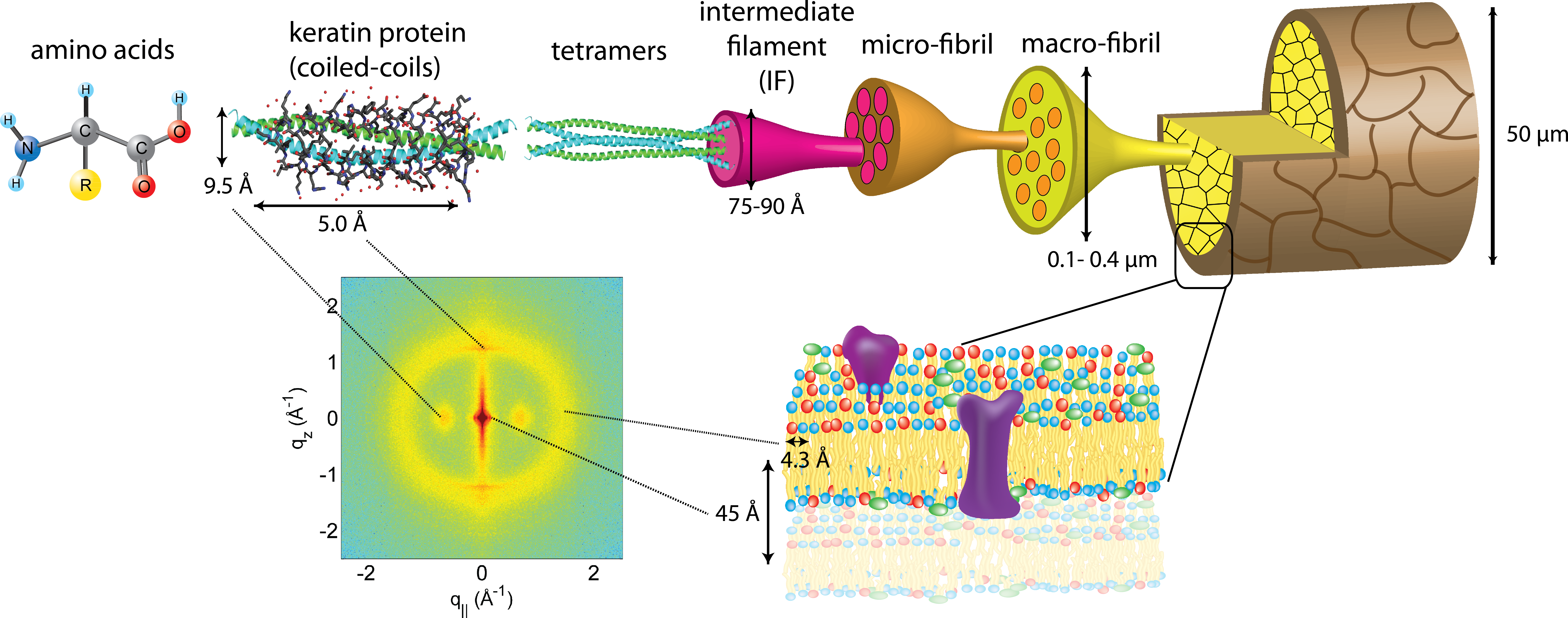
Estructura jerárquica del cabello en la corteza y la cutícula, resaltando la escala que define las fibrillas.

Las fibrillas
(del latín: fibra)  son materiales biológicos estructurales que se encuentran en casi todos los organismos vivos. No deben confundirse con fibras o filamentos, ya que las fibrillas tienden a tener diámetros que van desde 10 a 100 nanómetros (mientras que las fibras son estructuras de escala de micrométros a milímetros, los filamentos tienen diámetros de nanómetros). Las fibrillas generalmente no se encuentran solas, sino que son parte de estructuras jerárquicas mayores que se encuentran comúnmente en los sistemas biológicos. Debido a la prevalencia de fibrillas en los sistemas biológicos, su estudio es de gran importancia en los campos de la microbiología, la biomecánica y la ciencia de materiales.

## Estructura y mecánica
Las fibrillas están compuestas de biopolímeros lineales y se caracterizan por tener estructuras en forma de varilla con altas relaciones longitud-diámetro. A menudo se organizan espontáneamente en estructuras helicoidales. En problemas de biomecánica, las fibrillas pueden caracterizarse como haces clásicos con un área de sección transversal aproximadamente circular en la escala nanométrica. Como tal, se pueden aplicar ecuaciones simples de flexión en vigas para calcular la resistencia a la flexión de las fibrillas en condiciones de carga ultrabaja. Como ocurre con la mayoría de los biopolímeros, las relaciones tensión-deformación de las fibrillas tienden a mostrar una región característica de punta a talón antes que una región elástica lineal.  A diferencia de los biopolímeros, las fibrillas no se comportan como materiales homogéneos, ya que se ha demostrado que la resistencia al rendimiento varía con el volumen, lo que indica dependencias estructurales.  Se ha demostrado que la hidratación produce un efecto notable en las propiedades mecánicas de los materiales fibrilares, ya que la presencia de agua (o un aldehído) disminuye la rigidez de las fibrillas de colágeno, además de aumentar su tasa de relajación del estrés y su fuerza.  Desde un punto de vista biológico, el contenido de agua actúa como un mecanismo de endurecimiento de las estructuras fibrilares, permitiendo una mayor absorción de energía y mayores capacidades de tensión.
Las propiedades de fortalecimiento mecánico de las fibrillas se originan a nivel molecular. Las fuerzas distribuidas en la fibra son la carga de tracción transportada por la fibrilla y las fuerzas de corte sentidas debido a la interacción con otras moléculas de fibrilla. La resistencia a la fractura de las moléculas de colágeno individuales está controlada por la química covalente entre las moléculas. La resistencia al corte entre dos moléculas de colágeno está controlada por interacciones débiles de dispersión y enlaces de hidrógeno y por algunos enlaces cruzados covalentes moleculares. El deslizamiento en el sistema ocurre cuando estos enlaces intermoleculares enfrentan una tensión aplicada mayor que su fuerza de interacción.  La ruptura de enlaces intermoleculares no conduce inmediatamente a un fallo, por el contrario, desempeña un papel esencial en la disipación de energía que reduce la tensión que siente el material en general y le permite soportar la fractura. Estos enlaces, a menudo enlaces de hidrógeno y fuerzas de Van der Waals dispersivas, actúan como enlaces “sacrificiales”, que existen con el propósito de reducir la tensión en la red. Los enlaces cruzados covalentes moleculares también juegan un papel clave en la formación de redes de fibrillas. Si bien las moléculas reticuladas pueden generar estructuras fuertes, una reticulación excesiva en las redes de biopolímeros tiene más probabilidades de fracturarse, ya que la red no puede disipar la energía, lo que genera un material fuerte pero no resistente. Esto se observa en el colágeno deshidratado o envejecido, lo que explica por qué con la edad los tejidos humanos se vuelven más frágiles. 
Las diferencias de estructura entre fibrillas de distinto origen se determinan normalmente mediante difracción de rayos X.  Se puede utilizar un microscopio electrónico de barrido (SEM) para observar detalles específicos en especies de fibrillas más grandes, como las características 67 bandas nm en el colágeno, pero a menudo no son lo suficientemente finas para determinar la estructura completa.

### Contribuciones a las propiedades mecánicas de los biomateriales
Los materiales naturales muestran una combinación de propiedades mecánicas normalmente contradictorias (suavidad y tenacidad), debido a sus estructuras jerárquicas de fibrillas en múltiples escalas de longitud.  Estas fibrillas suelen estar orientadas en una sola dirección, lo que genera una respuesta mecánica anisotrópica en el material biocompuesto resultante.  Esta es una ventaja fundamental ya que la mayoría de estos materiales resisten tensiones en una sola dirección, por lo que una mayor tensión de fluencia y de fractura en la dirección de la tensión aplicada garantiza la integridad estructural del material. Las macro, micro y nanofibrillas permiten que el material resista la fractura a través de una serie de mecanismos de resistencia a la fractura:
1. Deslizamiento fibrilar, o proceso de cizallamiento a medida que se aplica carga, que permite la plasticidad.
2. Puente fibrilar a través de la región de una grieta
3. Deflexión de la grieta en la punta de la grieta, donde la concentración de tensión puede provocar una mayor propagación y una eventual falla. [8]

Estos mecanismos trabajan juntos para resistir la fractura, permitiendo que estos materiales soporten millones de ciclos de carga sin fallar, algo esencial para los seres vivos móviles. Otra ventaja mecánica de los biopolímeros es su capacidad para ser deformados, resultado de la existencia de fuertes estructuras fibrilares en un material de matriz más flexible. La buena deformabilidad de las matrices interfaciales desempeña un papel clave al permitir la reorientación de los componentes durante la deformación. 
La fibrilogénesis es la expansión de fibrillas finas que es común en las fibras de colágeno del tejido conectivo. Los mecanismos definitivos de la fibrilogénesis son aún desconocidos, aunque muchas hipótesis surgidas de la investigación básica ayudan a descubrir muchos mecanismos posibles. En los primeros experimentos, el colágeno I se pudo destilar de los tejidos y recombinar en fibrillas controlando las soluciones. Estudios posteriores ayudan a comprender la composición y estructura de los sitios de unión en los monómeros de colágeno. El colágeno se sintetiza como un precursor soluble, el procolágeno, que favorece el autoensamblaje del colágeno. Dado que las fibrillas de colágeno tienen casi 50 componentes de unión in vivo, el requisito definitivo para generar fibrilogénesis in vivo aún es críptico. 
Con una solución ácida o salina, el colágeno se puede extraer de los tejidos y reorganizarlo en fibrillas cambiando la temperatura o el valor del pH.  Los experimentos descubrieron una fuerza de atracción entre los monómeros de colágeno que ayuda a la reorganización.  El colágeno actúa como precursor, procolágeno, en la reacción de síntesis que identifica la autopolimerización del colágeno.

### Procesos naturales
Hay más de 30 colágenos en la naturaleza que son similares en composición química pero difieren en términos de estructura cristalina. Con diferencia, el colágeno I y II son los más abundantes. Forman fibrillas de forma proactiva in vitro, mientras que la fibronectina, las integrinas que se unen a la fibronectina y al colágeno y el colágeno V son esenciales para la formación del colágeno I y el colágeno XI para la formación del colágeno II. Por lo tanto, los mecanismos celulares juegan un papel clave en el proceso de autoensamblaje de proteínas.

## En animales

### Colágeno

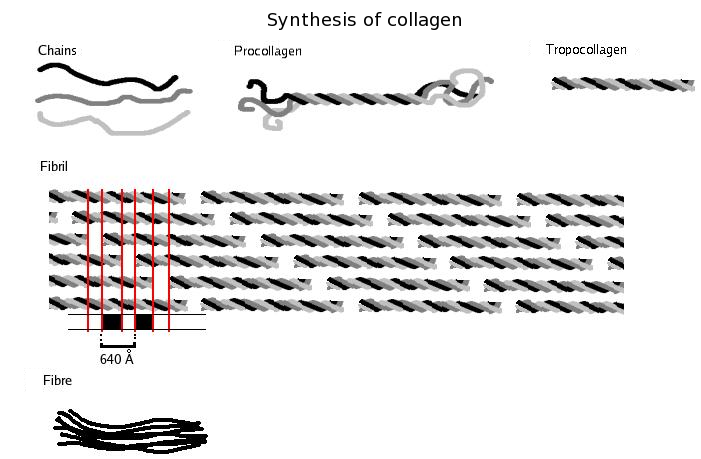
Estructura de las fibrillas de colágeno I

El colágeno es la principal proteína estructural fuera de las células en muchos tejidos conectivos de animales.  Como componente principal del tejido conectivo, tiene la mayor cantidad entre las proteínas de los mamíferos, ocupando entre el 25% y el 35% de todo el contenido proteico del cuerpo.
Las fibrillas del colágeno están empaquetadas en una estructura rizada. La curva de tensión/deformación del colágeno, como el tendón, se puede subdividir en varias regiones. La región de pequeñas deformaciones, región "dedo del pie", corresponde a la eliminación de un rizo macroscópico, desenrollado, en las fibrillas de colágeno, visible en el microscopio óptico. En cepas mayores, en la región “del talón” y “lineal”, no hay más cambios estructurales visibles.
El tropocolágeno es el componente molecular de la fibra, que consta de tres cadenas polipeptídicas zurdas (roja, verde, azul) enrolladas una alrededor de otra, formando una triple hélice dextrógira.

### Actina y miosina
Los músculos se contraen y se estiran mediante el deslizamiento/agarre controlable de la miosina que interactúa con las fibras de actina. La actina está formada por dos polipéptidos en una hélice y la miosina tiene una pequeña estructura en forma de corazón, un puente cruzado. Los procesos de unión y desunión de los puentes cruzados en el filamento de actina ayudan al movimiento relativo de estos colágenos y, por lo tanto, de todo el músculo.

### Elastina y queratina
La elastina es una proteína fibrosa común en varios tejidos blandos, como la piel, los vasos sanguíneos y el tejido pulmonar. Cada monómero se conecta con los demás, formando una red 3D, con capacidad de soportar más del 200% de tensión antes de deformarse. 
La queratina es una proteína estructural que se encuentra principalmente en el cabello, las uñas, las pezuñas, los cuernos y las púas.  Básicamente la queratina está formada por cadenas polipeptídicas, que se enrollan en hélices α con enlaces cruzados de azufre o se unen en láminas β unidas por enlaces de hidrógeno. La β-queratina, que es más resistente que la de conformación α, es más común en aves y reptiles.

### Resilin y seda de araña
La resilina es una proteína elastomérica de insectos, que consta de una estructura de hélices α y láminas β.  Es una de las proteínas más resistentes de la naturaleza. Tiene una rigidez baja ~0,6 MPa pero un alto porcentaje de restauración de energía ~98%, y ayuda eficientemente a los insectos voladores a batir sus alas o a las pulgas a saltar.
La fibrilla de seda de araña está compuesta por una estructura de láminas β cristalizadas rígidas, responsables de la resistencia, y una matriz amorfa que la rodea, mejorando la tenacidad y la capacidad de alargamiento.  Tiene una resistencia a la tracción y una ductilidad excepcionalmente altas, con una densidad respectivamente baja, en comparación con otras fibrillas naturales. Su característica varía según el tipo de araña para diferentes utilidades.

## En las plantas

### Celulosa

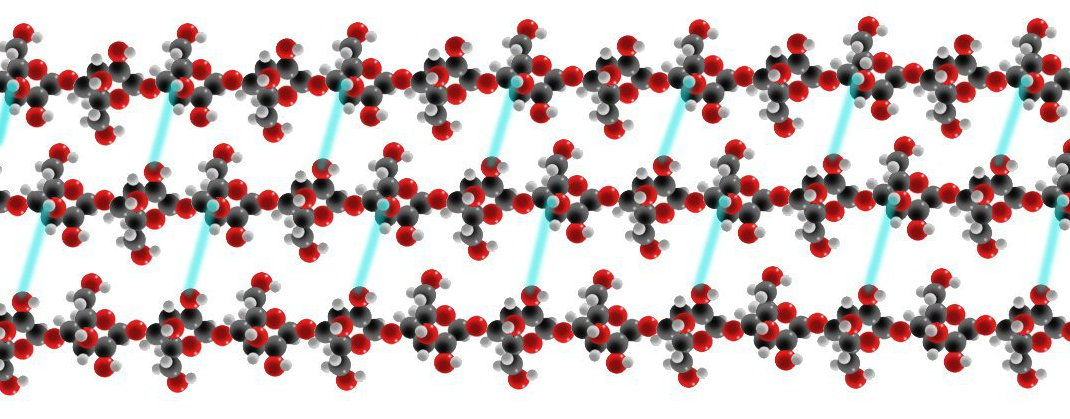
Modelo de relleno espacial de celulosa, antes de enrollarse en fibrillas

La pared celular primaria obtiene su notable resistencia a la tracción de las moléculas de celulosa o de largas cadenas de residuos de glucosa estabilizadas por enlaces de hidrógeno.  Se observa que las cadenas de celulosa se alinean en formaciones paralelas superpuestas, con una polaridad similar que forma una microfibrilla de celulosa. En las plantas, estas microfibrillas de celulosa se organizan en capas, formalmente conocidas como láminas, y se estabilizan en la pared celular mediante moléculas de glicano reticuladas superficiales y largas. Las moléculas de glicano aumentan la complejidad de las redes potenciales en las que la celulosa vegetal puede configurarse. En la pared celular primaria, junto con las microfibrillas de celulosa y las redes de glicanos complementarias, se encuentra la pectina, un polisacárido que contiene muchas unidades de ácido galacturónico con carga negativa.  Además, las microfibrillas de celulosa también contribuyen a la forma de la planta a través de la expansión celular controlada. La disposición estereoscópica de las microfibrillas en la pared celular crea sistemas de presión de turgencia que en última instancia conducen al crecimiento y la expansión celular. Las microfibrillas de celulosa son macromoléculas matriciales únicas, ya que son ensambladas por enzimas celulosa sintasa ubicadas en la superficie extracelular de la membrana plasmática.  Se cree que la planta puede “anticipar su morfología futura controlando la orientación de las microfibrillas” mediante un mecanismo en el que las microfibrillas de celulosa se disponen encima de una matriz cortical de microtúbulos.

### Amilosa
Al agitar una muestra determinada de amilosa se forman cristales fibrilares que se precipitan del licor madre. Estas largas fibrillas se pueden visualizar mediante microscopía electrónica, revelando estrías transversales que recuerdan a un shish kebab. Las fibrillas de amilosa se clasifican según tengan una de dos morfologías: unas con fibrillas pequeñas en forma de varilla y otras con cristales en forma de listón.

### Madera
Se dice que la estructura fibrilar de la madera juega un papel importante tanto en la estabilidad mecánica como en la capacidad de la madera de poseer canales para transportar minerales y agua. Se informa que la madera de abeto (Picea abies), entre otras, posee fibrillas de celulosa con un diámetro normalizado de 2,5 Nuevo Méjico. También existe una relación entre la edad de la madera y el ángulo espiral de las fibrillas con respecto a la dirección longitudinal. Se dice que la madera temprana tiene un ángulo de reposo constante de 4,6 ± 0,6°, mientras que la madera tardía tiene una región de transición de 4,6° a 19,8 ± 0,7°.  En la madera tardía, las dos regiones angulares espirales de las fibrillas de celulosa no son continuas, lo que significa que hay dos estructuras traqueidas independientes en los árboles “más viejos” que satisfacen diferentes requisitos mecánicos. Además, las fibrillas orientadas longitudinalmente mejoran la resistencia a la tracción, mientras que la adición de fibrillas inclinadas 20°, exclusivas de las traqueidas de la madera tardía, proporciona estabilidad contra la compresión. 

## Biomimetismo y fibrillas
Para imitar la fuerte adhesión, el fácil desprendimiento y las propiedades de autolimpieza de las almohadillas de los dedos de los gecos, se puede crear un adhesivo a base de fibrillas. Estas características de rendimiento se derivan de la estructura jerárquica subyacente que consta de un millón de microfibrillas llamadas setas, que a su vez consta de miles de millones de ramas de tamaño nanométrico llamadas espátulas.
Imitar este fenómeno implica cuatro pasos de diseño distintos:
1. Fabricación de matrices micro/nanofibrilares alineadas verticalmente
2. Creación de varias formas de punta
3. Incluyendo geometría anisotrópica
4. Jerarquía del edificio.

### Una matriz ósea madura
Para imitar una matriz ósea madura, se pueden utilizar fibrillas autoensambladas para alinear una matriz mineral determinada. Esto se logra utilizando una molécula autoensamblable con una cola de alquilo hidrófoba y una cabeza de oligopéptido hidrófilo. Estas moléculas forman estructuras micelares in situ y puentes disulfuro a pH bajo, lo que conduce a la formación y cristalización de nanofibrillas poliméricas de 200 kDa. La matriz mineral finalmente interactúa con la fibrilla sintética a través de un residuo de fosfoserina, lo que da lugar a la nucleación y el crecimiento mineral.